# Lijst van gemeentelijke monumenten in Rozendaal
De gemeente Rozendaal heeft 15 gemeentelijke monumenten, hieronder een overzicht. 
| Object                                | Bouwjaar | Architect | Locatie                          | Coördinaten                  | Nr.        | Afbeelding                            |
| ------------------------------------- | -------- | --------- | -------------------------------- | ---------------------------- | ---------- | ------------------------------------- |
| Dorpspomp                             |          |           | Nabij De Genestetlaan 4          | 52° 0' 22" NB, 5° 57' 45" OL | 0277/WN001 | Upload foto                           |
| Woonhuis                              |          |           | Htg. van Gelrestraat 26          | 52° 0' 11" NB, 5° 57' 41" OL | 0277/WN002 | Woonhuis                              |
| Woonhuis                              |          |           | Htg. van Gelrestraat 27          | 52° 0' 10" NB, 5° 57' 42" OL | 0277/WN003 | Woonhuis                              |
| Woonhuis                              |          |           | Htg. van Gelrestraat 28          | 52° 0' 10" NB, 5° 57' 44" OL | 0277/WN004 | Woonhuis                              |
| Woonhuis                              |          |           | Htg. van Gelrestraat 29          | 52° 0' 10" NB, 5° 57' 45" OL | 0277/WN005 | Woonhuis                              |
| Panden                                |          |           | Imbos 1, 5 en 6                  | 52° 3' 57" NB, 6° 0' 3" OL   | 0277/WN006 | Panden                                |
| Dorpspomp                             |          |           | Nabij Kerklaan 8                 | 52° 0' 27" NB, 5° 57' 37" OL | 0277/WN007 | Dorpspomp                             |
| Beide panden (inmiddels samengevoegd) |          |           | Rosendaalselaan 7; 9             | 52° 0' 18" NB, 5° 58' 5" OL  | 0277/WN008 | Beide panden (inmiddels samengevoegd) |
| Dorpspomp                             |          |           | Nabij Rosendaalselaan 11         | 52° 0' 17" NB, 5° 58' 4" OL  | 0277/WN009 | Dorpspomp                             |
| Beide panden                          |          |           | Rosendaalselaan 17; 19           | 52° 0' 17" NB, 5° 58' 7" OL  | 0277/WN010 | Beide panden                          |
| Pand “Rozenhof”                       |          |           | Rosendaalselaan 26               | 52° 0' 15" NB, 5° 58' 2" OL  | 0277/WN011 | Pand “Rozenhof”                       |
| Pand                                  |          |           | Rosendaalselaan 29               | 52° 0' 12" NB, 5° 58' 7" OL  | 0277/WN012 | Pand                                  |
| Dorpspomp en woonhuis                 |          |           | Nabij Rosendael 3 en Rosendael 4 | 52° 0' 31" NB, 5° 57' 58" OL | 0277/WN013 | Dorpspomp en woonhuis                 |
| 2 grenspalen                          |          |           | Nabij Dennenweg en Ringallee     | 52° 0' 10" NB, 5° 58' 28" OL | 0277/WN014 | Meer afbeeldingen                     |
| Dorpspomp                             |          |           | Nabij Schout Leermolenstraat 6   | 52° 0' 7" NB, 5° 57' 58" OL  | 0277/WN015 | Upload foto                           |

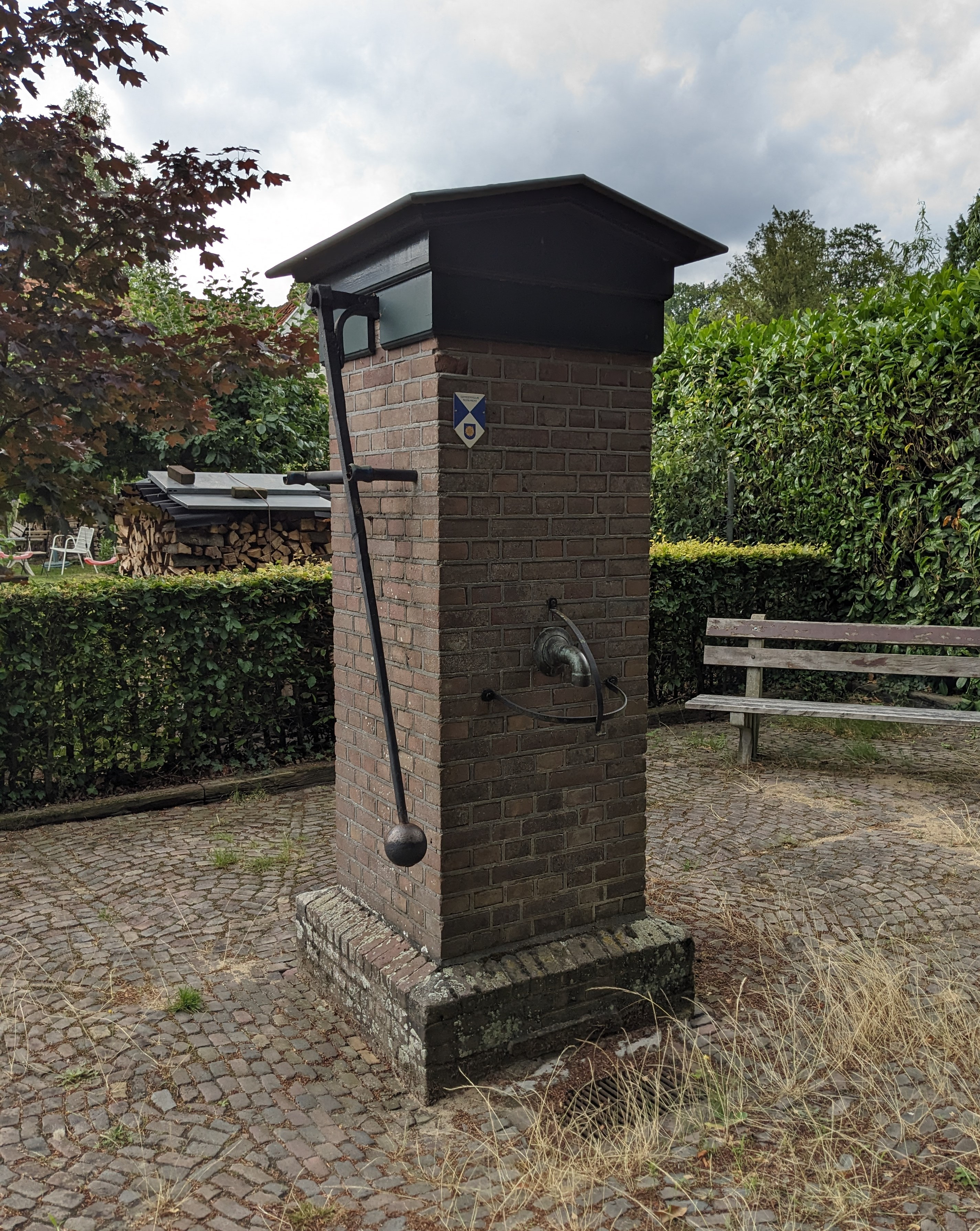
Dorpspomp op de hoek van de Slempkesstraat en de Roosendaalselaan

Aalten · 
Apeldoorn · 
Arnhem · 
Barneveld · 
Berkelland · 
Beuningen · 
Bronckhorst · 
Brummen · 
Buren · 
Culemborg · 
Doesburg · 
Doetinchem · 
Druten · 
Duiven · 
Ede · 
Elburg · 
Epe · 
Ermelo · 
Groesbeek · 
Harderwijk · 
Hattem · 
Heerde · 
Heumen · 
Lingewaard · 
Lochem · 
Maasdriel · 
Montferland · 
Neder-Betuwe · 
Nijkerk · 
Nijmegen · 
Nunspeet · 
Oldebroek · 
Oost Gelre · 
Oude IJsselstreek · 
Overbetuwe · 
Putten · 
Renkum · 
Rheden · 
Rozendaal · 
Scherpenzeel · 
Tiel · 
Ubbergen · 
Voorst · 
Wageningen · 
West Betuwe · 
West Maas en Waal · 
Westervoort · 
Wijchen · 
Winterswijk · 
Zaltbommel · 
Zevenaar · 
Zutphen